# Szimmetrikus mátrix
Az n-edfokú {\displaystyle A=[a_{ij}]\,} négyzetes mátrix szimmetrikus mátrix, ha teljesül az alábbi feltétel:
{\displaystyle A^{T}=A\,} (a mátrix egyenlő a transzponáltjával),
azaz
{\displaystyle a_{ij}=a_{ji}\,} minden {\displaystyle i,j=1,\dots ,n} indexre.

## Példa
Az alábbi mátrix
{\displaystyle A={\begin{bmatrix}2&1&3&4\\1&6&7&0\\3&7&9&1\\4&0&1&5\\\end{bmatrix}}}
szimmetrikus mátrix.

## Tulajdonságok
- Az egységmátrix szimmetrikus.
- Szimmetrikus mátrixok összege is szimmetrikus.
- Szimmetrikus mátrix skalárszorosa is szimmetrikus.
- Szimmetrikus mátrixok elemenkénti szorzata (más néven Hadamard-szorzata) is szimmetrikus.